# Harald Sandberg
Harald Arvid Sandberg (ur. 22 października 1883 w Göteborgu, zm. 28 listopada 1940 w Sztokholmie) – szwedzki żeglarz, olimpijczyk, zdobywca brązowego medalu w regatach na Letnich Igrzyskach Olimpijskich w 1912 roku w Sztokholmie.
Na Letnich Igrzyskach Olimpijskich 1912 zdobył brąz w żeglarskiej klasie 6 metrów. Załogę jachtu Kerstin tworzyli również Eric Sandberg i Otto Aust.